# Eric Hottmann
Eric Hottmann (* 8. Februar 2000 in Aalen) ist ein deutscher Fußballspieler.

## Karriere

### Verein
Von der TSG Hofherrnweiler-Unterrombach kam Hottmann 2012 zur Jugend des VfB Stuttgart. In der Regionalligasaison 2018/19 war er fünf Mal für die zweite Mannschaft des VfB im Einsatz. Hottmann gewann mit den Schwaben den DFB-Pokal der Junioren 2018/19 und erreichte das Endspiel der A-Junioren-Bundesliga 2018/19. Für die Drittligasaison 2019/20 verlieh der VfB Stuttgart ihn an die SG Sonnenhof Großaspach. Sein Profidebüt in der 3. Liga gab Hottmann beim Saisonauftakt gegen den MSV Duisburg am 20. Juli 2019. Zur Saison 2020/21 kehrte er zur zweiten Mannschaft des VfB Stuttgart zurück.
Zur Saison 2021/22 wechselte er zum Drittligisten Türkgücü München. Der Verein musste Ende Januar 2022 Insolvenz anmelden und den Spielbetrieb rund zwei Monate später nach dem 31. Spieltag einstellen. Hottmann war bis dahin in 29 Drittligaspielen zum Einsatz gekommen und hatte 2 Tore erzielt.
Für die Spielzeit 2022/23 wechselte er in die Regionalliga und schloss sich Energie Cottbus aus der Regionalliga Nordost an.
Anfang August 2023 wechselte er zum Drittligisten SSV Jahn Regensburg. Im Sommer 2025 wurde er nach Ablauf seines Zweijahresvertrags zunächst verabschiedet, unterschrieb Anfang Juli jedoch einen neuen Vertrag bis 2027 bei den Regensburgern.

### Nationalmannschaft
Bei der U-17-Europameisterschaft 2017 war Hottmann in allen drei Vorrundenspielen für die deutsche U-17-Nationalmannschaft im Einsatz. Dabei erzielte er am 10. Mai 2017 gegen Irland einen EM-Treffer.